# Pietramontecorvino
Pietramontecorvino é uma comuna italiana da Apúlia, província de Foggia, com cerca de 2.970 habitantes. Estende-se por uma área de 71 km², tendo uma densidade populacional de 42 hab/km². Faz fronteira com Casalnuovo Monterotaro, Casalvecchio di Puglia, Castelnuovo della Daunia, Celenza Valfortore, Lucera, Motta Montecorvino, Volturino.
Pertence à rede das Aldeias mais bonitas de Itália.

## Demografia
| Variação demográfica do município entre 1861 e 2011                               |
|                                                                                   |
| Fonte: Istituto Nazionale di Statistica (ISTAT) - Elaboração gráfica da Wikipedia |